# Laceracja stopowa
Laceracja stopowa – jeden ze sposobów rozmnażania bezpłciowego polipów ukwiałów, będący rodzajem fragmentacji. Polega na oddzieleniu się stopy od tułowia, który przemieszcza się w inne miejsce, a pozostawiona stopa rozwija się w dojrzałego osobnika.